# Niphates lutea
Niphates lutea är en svampdjursart som beskrevs av Marcus Lehnert och van Soest 1999. Niphates lutea ingår i släktet Niphates och familjen Niphatidae.
Artens utbredningsområde är Jamaica. Inga underarter finns listade i Catalogue of Life.